# جوزيف موليما
جوزيف موليما (بالفرنسية: Joseph Mulema) (مواليد 14 أكتوبر 1983) هو ملاكم كاميروني، مثّل بلاده في الألعاب الأولمبية الصيفية 2008.

## روابط خارجية
جوزيف موليما على موقع بوكس ريك (الإنجليزية) (registration required)
- جوزيف موليما على موقع أوليمبيديا (الإنجليزية)
- جوزيف موليما على موقع اتحاد ألعاب الكومنولث (مؤرشف) (الإنجليزية)